# Про Ксюшу и Компьюшу
«Про Ксю́шу и Компью́шу» — мультипликационный фильм, созданный студией «Пермьтелефильм» в 1989 году. Вольная экранизация сказки Генриха Сапгира «Моториша».

## Сюжет
Жила девочка Ксюша. Мама и папа у неё работали программистами, а бабушка очень любила спорт. Как-то раз бабушка отправилась на Всемирные соревнования спортивных бабушек. Поэтому родители решили сделать Ксюше электронную бабушку, которая бы присматривала за девочкой. Назвали её Компьюшей. Компьюша поначалу вела себя как обычный бездушный робот, но, подружившись с девочкой, стала понимать красоту окружающего мира. А потом с соревнований вернулась спортивная бабушка и тоже подружилась с Компьюшей.

## Съёмочная группа
| Режиссёр                | Леонид Кощеников |
| Сценарист               | Виктор Фотеев |
| Редактор                | Т. Кетегат |
| Директор                | Г. Безматерных |
| Монтажёр                | Нина Паластрова |
| Композитор              | Игорь Рогалев |
| Художники-постановщики  | Л. Борисовская, Л. Ольшевская                                                                                       |
| Художники               | С. Коршунова, В. Кудряшова, И. Тимофеева, С. Дульцев                                                                |
| Оператор-мультипликатор | С. Ольшевский |
| Звукооператор           | А. Тиунов |
| Артисты                 | Любовь Донскова, Валерия Киселёва, Елена Стурова, Татьяна Чарская, Тамара Стрелкова, Борис Макаров, Алексей Цуканов |